# جميل الحراشف تشيفرولاتي
جميل الحراشف تشيفرولاتي أو يوفولوس تشيفرولاتي (الاسم العلمي Eupholus chevrolati) هو نوع من الخنافس من فصيلة السوسية الحقيقية.

## الوصف
يمكن أن يصل طول هذه الحشرة إلى حوالي 25 ملم، واللون الأساسي لهذه الحشرة
متغاير تمامًا بين الأزرق والأخضر المعدني، مع بعض العصبات السوداء غير النظامية العرضية على طول الجناح الغمدي.وتكسوها الألوان الزرقاء والخضراء على شكل جداول صغيرة جدًا.أما الجزء العلوي من المنصة ونهاية قرن الاستشعار فهو أسود للون.

## التوزيع
توجد اليوفولوس تشيفرولاتي في جزر آرو في إندونيسيا.

## أصل التسمية
تم تسميتها باتشيفرولاتي تكريمًا لعالم الحشرات الفرنسي لويس ألكسندر أوغست شيفرولات.